# سيف الأمازون الزاحف
سيف الأمازون الزاحف (الاسم العلمي:Echinodorus reptilis) هو نوع من النباتات يتبع جنس سيف الأمازون من الفصيلة المزمارية.